# Nedspildt spruttende af syre
Nedspildt spruttende af syre er en digtsamling fra 1969 af forfatteren Johannes L. Madsen.
| Bog | Spire Denne artikel om bøger og tidsskrifter er en spire som bør udbygges. Du er velkommen til at hjælpe Wikipedia ved at udvide den. |